# Georg Wilhelm Richmann
Georg Wilhelm Richmann (Ruso: Георг Вильгельм Рихман) (22 de julio de 1711-6 de agosto de 1753), fue un físico ruso, de origen alemán del Báltico, perteneciente a la Academia de Ciencias de San Petersburgo donde estaba a cargo del observatorio astronómico.
Tras la publicación de los escritos de Benjamin Franklin se dedicó al estudio de la electricidad atmosférica. Mientras trataba de reproducir los experimentos de Franklin con la cometa, falleció electrocutado por una descarga en 1753. Joseph Priestley, en su temprana historia de la electricidad de 1767, le canonizó como el primer mártir de la ciencia eléctrica al escribir: «No todo electricista puede morir de manera tan gloriosa como el justamente envidiado Richmann».
Un fenómeno de la botella de Leyden que guarda semejanzas con los procesos que más tarde se utilizarían en el electróforo perpetuo de Volta, y que había sido observado por primera vez por Richmann, fue analizado y explicado luego por su sucesor en la Academia petropolitana, Aepinus.